# Smermisia
Smermisia és un gènere d'aranyes araneomorfes de la subfamília dels erigonins, dins de la família Linyphiidae. Es poden trobar a Sud-amèrica i Centreamèrica: Argentina, Brasil, Costa Rica, Xile, i Veneçuela.
Fou descrit per primera vegada per Eugène Louis Simon il'any 1894.

## Llista d'espècies
Segons The World Spider Catalog 12.0:
- Smermisia caracasana Simon, 1894 (Espècie tipus)
- Smermisia esperanzae (Tullgren, 1901)
- Smermisia holdridgi Miller, 2007
- Smermisia parvoris Miller, 2007
- Smermisia vicosana (Bishop & Crosby, 1938)